# Karin Ruckstuhl
Karin Nathalie Ruckstuhl (Baden, 2 november 1980) is een in Zwitserland geboren Nederlandse oud-atlete. Ruckstuhl was een veelzijdig atlete, die zich vooral op de zevenkamp richtte. Zij is getrouwd met meerkamper Chiel Warners. Zij nam eenmaal deel aan de Olympische Spelen, maar veroverde bij die gelegenheid geen eremetaal. Ze was houdster van vier Nederlandse records.

## Biografie

### Nationaal niveau
Ruckstuhl behaalde haar eerste nationale titel in 1999, toen ze op de Nederlandse kampioenschappen het hink-stap-springen won. In 2000 werd ze in dezelfde discipline indoorkampioene en in 2001 werd ze outdoor Nederlands kampioene in zowel het hink-stap-springen als het verspringen. Nadat ze zich meer had toegelegd op de meerkamp bij Peter Verlooy van Hellas Utrecht, blonk ze steeds meer uit in het verspringen en won ze outdoor de nationale titels van 2003, 2004 en 2006, terwijl ze indoor in 2004 en 2005 de beste was. Verder werd ze kampioene bij het hoogspringen in 2004 en 2006 en in dat laatste jaar ook op de 100 m horden. Op de meerkamp heeft ze niet vaak aan het Nederlands kampioenschap meegedaan en nooit een titel behaald.
Sinds 2006 kwam ze uit voor het Amsterdamse AAC.

### Internationaal niveau
Waar Ruckstuhl zich nationaal vooral richtte op verspringen, hordelopen en hoogspringen, maakte ze internationaal deel uit van de absolute wereldtop in de meerkamp. Outdoor betreft dit de zevenkamp (200 m, 800 m, 100 m horden, hoogspringen, verspringen, kogelstoten en speerwerpen), indoor wordt er een vijfkamp gehouden (60 m horden, hoogspringen, kogelstoten, verspringen en 800 m). Ruckstuhl bezit op beide meerkampen het Nederlands record.
In 2001 nam Ruckstuhl deel aan de eerste Europese kampioenschappen onder 23 jaar in Amsterdam en werd daar toen dertiende. Datzelfde jaar werd ze zevende bij de universiade in Peking. Op de Europese kampioenschappen van 2002 in München kwam ze tot de veertiende plaats.
Ruckstuhl bleef progressie boeken en haar puntentotaal continu verbeteren. In het voorjaar van 2004 plaatste zij zich voor de Olympische Spelen in Athene. Ze reikte in Griekenland tot de zestiende positie en was daarmee niet echt tevreden, mede omdat ze eerder dat jaar op de wereldindoorkampioenschappen in Boedapest (in een sterk gedevalueerd toernooi) de vierde plaats had bereikt.
Ondanks de mindere prestatie in Athene leidde het goede resultaat in Boedapest tot meer prestaties van formaat. In 2005 werd ze bij de EK indoor opnieuw vierde. Vervolgens kwam zij eind mei in Götzis tijdens de jaarlijkse internationale Hypo-Meeting tot haar beste zevenkamp ooit. Haar puntentotaal van 6318 betekende een verbetering met 105 punten van het nationale record van Marjon Wijnsma uit 1988. Later dat jaar kwam zij op de WK in Helsinki met een totaal van 6174 punten tot een achtste plaats.

### Zilver in Moskou
Op vrijdag 10 maart 2006 nam Karin Ruckstuhl deel aan de WK indoor in Moskou. Ze stelde zich als doel om in elke discipline een persoonlijk record te vestigen. Wanneer ze hierin zou slagen, zou ze een goede kans maken om eindelijk een beoogde medaille te bereiken. Haar 8,47 s op de 60 m horden leverde haar weliswaar geen persoonlijk record op, maar was wel goed voor de tweede plaats. Bij het hoogspringen geraakte ze tot een hoogte van 1,81 m en was daarmee derde. Bij het kogelstoten verbeterde ze haar persoonlijk record wel tot een afstand van 13,64, wat goed was voor de vierde plaats in die discipline. In het klassement nam ze na drie onderdelen nog altijd de tweede plaats in met 64 punten achterstand op Ljoedmila Blonska. De Oekraïense, die net terug was van een schorsing van twee jaar wegens doping, liep uit bij het verspringen, waar Ruckstuhl op 6,33 bleef steken. Hierdoor hoefde Blonska op de 800 m Ruckstuhl alleen nog maar in het vizier te houden. Ruckstuhl liep 2.16,72 en veroverde het zilver met een score van 4607 punten, ruimschoots onder haar Nederlands record, dat ze had moeten verbeteren om voor het goud in aanmerking te komen.
Het zilver van Karin Ruckstuhl was de zevende medaille voor een Nederlandse atleet op een WK indoor. Nelli Cooman (tweemaal goud), Elly van Hulst (eenmaal goud), Han Kulker (brons), Patrick van Balkom (brons) en Rens Blom (brons) gingen haar voor.

### Wederom zilver
Ook tijdens de Europese kampioenschappen van 2006 was zij succesvol. Zij won de zilveren medaille achter de Zweedse Carolina Klüft. Ruckstuhl verbeterde haar Nederlands record en tilde het naar 6423 punten. In Göteborg vestigde ze persoonlijke records op de 100 m horden, de 200 en de 800 m. De wedstrijd om het zilver bleef spannend tot de laatste meter van de 800 m. Als beloning voor haar prestatie werd ze op de nieuwjaarsbijeenkomst van de KNAU op 6 januari 2007 vervolgens verkozen tot atlete van het jaar 2006.

### Genomineerd voor Peking
Halverwege het jaar kon Karin Ruckstuhl terugzien op een uiterst succesvolle eerste helft van 2007. Allereerst vertaalde zij in maart bij de EK indoor in Birmingham enkele hieraan voorafgaande goede indoorprestaties in een prima bronzen plak op de vijfkamp met een nooit eerder behaald puntentotaal van 4801, een nieuw nationaal record. Ook op diverse individuele onderdelen scoorde zij nieuwe PR’s, waarvan de 1,88 hoog wellicht de opvallendste is, want dat is een evenaring van een uit 1978 stammend record.
De eerste grote uitdaging in het buitenseizoen vond vervolgens, zoals voor meerkampers te doen gebruikelijk, eind mei plaats in het Oostenrijkse Götzis. Bij de internationale Hypo Meeting eindigde Karin Ruckstuhl als zesde en scoorde er 6260 punten. Hiermee stelde zij in één klap haar nominatie voor de Olympische Spelen in Peking veilig. Opvallend goed was zij dit keer vooral bij het verspringen met 6,54, wat niet alleen een PR was, maar ook slechts 6 cm verwijderd van de WK-limiet in Osaka voor dat onderdeel. Voor de zevenkamp in Osaka had zij zich door haar resultaat op de EK in Göteborg reeds eerder gekwalificeerd.

### Voorbereiding voor Osaka
Twee weken later kwam die WK-limiet voor het verspringen er tijdens de wedstrijden om de Gouden Spike in Leiden overigens wél uit. Met 6,64 sprong zij niet alleen opnieuw verder dan ooit, het was bovendien de op een na beste vertesprong in de Nederlandse atletiekgeschiedenis. Van die WK-limiet maakte Karin Ruckstuhl overigens geen gebruik. 'Het verspringen is de ochtend na de meerkamp. Dat begrijp ik overigens niet van de organisatie. Want er zijn meer zevenkampsters die op het verspringen willen uitkomen en zelfs een finaleplaats kunnen halen', aldus Karin. In elk geval hield zij er wel de 'Gouden Spike' aan over, de bokaal voor de beste dagprestatie bij de vrouwen.
Bij de Nederlandse kampioenschappen in Amsterdam op 1 juli pakte Karin Ruckstuhl bij het hoogspringen alweer haar derde nationale titel (tweede in successie) en werd zij bovendien tweede op de 100 m horden achter Femke van der Meij. Daar liet de meerkampster het bij. Het verspringen, waarop zij in voorgaande jaren al vier outdoortitels had verzameld, liet zij dit keer aan zich voorbijgaan. Een week later werd zij bij de Europa Cup meerkamp in Tallinn (Estland) eerste met 6080 punten. Mede door dat resultaat promoveerde het damesteam van de First League naar de Super League. Het was de ultieme test voor Osaka voor Karin Ruckstuhl, die zich in de weken erna niet meer op belangrijke wedstrijden liet zien en zich volledig concentreerde op haar voorbereiding op de wereldkampioenschappen, eind augustus.

### Opgave door blessure
Het optreden van Karin Ruckstuhl op de WK in Osaka verliep niet volgens de verwachtingen. In de week voor de WK had zij bij een hoogspringtraining in Fukuoka een enkelblessure opgelopen. Toch was zij op de eerste dag van de zevenkamp in Osaka van de partij en sloot zij die dag zelfs nog als beste Nederlandse (achtste) af. Maar bij het hoogspringen had zij vanwege haar blessure al flink moeten inleveren (1,74, terwijl zij eerder dit jaar over 1,88 sprong). Toen aan het begin van de tweede dag bij het inspringen voor het verspringen bleek dat haar enkel te veel problemen veroorzaakte, besloot ze verder niet meer mee te doen.
Na haar enkelblessure kreeg ze last van een hardnekkige rugblessure, waarvoor ze tot tweemaal toe een cortisoneninjectie ontving, de laatste begin december 2007. "Ik heb eerst een week niets gedaan om mijn rug volledig te ontzien en daarna ben ik langzaam gaan opbouwen. Vanaf deze week (week 2, 2008 – red.) kan ik weer echt tempotrainingen doen en alle loopschema’s volgen", aldus de nationaal recordhoudster op de zevenkamp, die zich inmiddels vanaf begin januari 2008, zoals de laatste jaren te doen gebruikelijk, in het Zuid-Afrikaanse Stellenbosch op het komende seizoen voorbereidde. Want Ruckstuhl had besloten om het indoorseizoen, inclusief de WK Indoor in maart in Valencia, te laten schieten. Zij was van plan om zich volledig te richten op het buitenseizoen, met als hoogtepunt de Olympische Spelen. In mei hoopte zij zover te zijn, dat ze in Götzis haar ticket voor Peking definitief veilig zou kunnen stellen.

### Hernia-operatie
Toen echter in maart alweer een cortisoneninjectie moest worden toegediend, werd het steeds duidelijker dat het gewenste resultaat uitbleef en drastischer maatregelen noodzakelijk waren. Na uitgebreid onderzoek van haar sportarts Peter Vergouwen en een aantal specialisten van ziekenhuis De Gelderse Vallei kwam men medio mei 2008 tot de slotsom dat een hernia-operatie noodzakelijk was. "Het is voor mij erg zuur dat ik hierdoor de Spelen moet missen. Ik voelde de laatste tijd wel aankomen dat een operatie onvermijdelijk zou zijn maar hoopte dat over de Spelen heen te kunnen tillen. Dit is nu echter de beste weg, en ik verwacht erna mijn sportieve carrière een goed vervolg te kunnen gaan geven," aldus de aangeslagen atlete.
Op 20 mei 2008 werd de operatie uitgevoerd, waarbij een uitstulpend stukje bot werd verwijderd en het zenuwkanaal wat groter werd gemaakt. Het herstel vergde vervolgens een half jaar, waardoor het hele seizoen 2008 verloren ging. "Toen iedereen in Peking zat, begon ik pas net weer met lopen", aldus Ruckstuhl. "Sinds januari voel ik me weer een topsportster. Daarvoor was ik alleen met revalideren bezig."

### Rentree
In 2009 begon Ruckstuhl haar conditie langzaam weer op te bouwen. "Ik ben er een jaar uit geweest. Mijn lichaam moet weer wennen aan topsport, aan het acht tot tien keer per week trainen", besefte de pupil van Ronald Vetter. Aan een zevenkamp waagde zij zich dat jaar dan ook niet. Ze richtte zich op het verspringen, waarop ze de limiet voor de wereldkampioenschappen in Berlijn (6,60) hoopte te halen. Een jaar later moest ze dan zover gevorderd zijn, dat ze de zevenkamp weer aan kon. "Ik ben nog niet klaar met de zevenkamp, ik wil nog iets laten zien."
Met het verspringen zat het in elk geval wel goed, zo bleek op 1 juni tijdens de FBK Games in Hengelo. De meerkampster, die genoot van de ambiance, kwam met een sprong van 6,56 al direct heel dicht bij de voor Berlijn vereiste limiet. Een kwestie van tijd, zo leek het. Ondanks diverse pogingen lukte het haar daarna echter niet om de WK-limiet te overbruggen. Haar laatste kans, tijdens de nationale baankampioenschappen op 1 en 2 augustus, verspeelde zij door in het Olympisch Stadion in Amsterdam niet verder te komen dan 6,53. Ze werd er afgetekend kampioene mee, maar Berlijn bleef onbereikbaar.

### Afscheid
Op 31 juli 2011 nam Karin Ruckstuhl officieel afscheid van de topatletiek. Tijdens de Nederlandse kampioenschappen in het Olympisch Stadion in Amsterdam werd zij door de Atletiekunie bij monde van directeur Rien van Haperen en Ellen van Langen in het zonnetje gezet en kreeg zij als blijk van waardering voor haar gehele atletiekloopbaan een volledig verzorgde reis voor haar en haar partner Chiel Warners naar de Hypomeeting 2012 in Götzis aangeboden.
Ruckstuhl studeerde cum laude af in de geofysica, promoveerde aan de Faculteit Geowetenschappen van de Universiteit Utrecht en is nu werkzaam als onderzoeker bij Shell. Op 20 augustus 2010 trad zij in het huwelijk met meerkamper Chiel Warners.

## Nederlandse kampioenschappen
Outdoor
| Onderdeel          | Jaar                         |
| ------------------ | ---------------------------- |
| 100 m horden       | 2006                         |
| hoogspringen       | 2004, 2006, 2007             |
| verspringen        | 2001, 2003, 2004, 2006, 2009 |
| hink-stap-springen | 1999, 2001                   |

Indoor
| Onderdeel          | Jaar                   |
| ------------------ | ---------------------- |
| 60 m horden        | 2010                   |
| verspringen        | 2004, 2005, 2007, 2010 |
| hink-stap-springen | 2000                   |

## Statistieken

### Persoonlijke records
Outdoor
| Onderdeel          | Prestatie      | Datum            | Plaats    |
| ------------------ | -------------- | ---------------- | --------- |
| 200 m              | 24,22          | 7 augustus 2006  | Göteborg  |
| 800 m              | 2.11,97        | 8 augustus 2006  | Göteborg  |
| 100 m horden       | 13,17          | 7 augustus 2006  | Göteborg  |
| hoogspringen       | 1,85 m         | 20 augustus 2004 | Athene    |
| verspringen        | 6,64 m         | 9 juni 2007      | Leiden    |
| hink-stap-springen | 12,77 m        | 8 juli 2000      | Bydgoszcz |
| kogelstoten        | 14,34 m        | 16 juli 2006     | Eindhoven |
| speerwerpen        | 43,61 m        | 29 mei 2005      | Götzis    |
| zevenkamp          | 6423 p (ex-NR) | 8 augustus 2006  | Göteborg  |

Indoor
| Onderdeel          | Prestatie       | Datum            | Plaats     |
| ------------------ | --------------- | ---------------- | ---------- |
| 800 m              | 2.16,65         | 2 maart 2007     | Birmingham |
| 60 m horden        | 8,26            | 21 februari 2010 | Apeldoorn  |
| hoogspringen       | 1,88 m (ex-NR)  | 2 maart 2007     | Birmingham |
| verspringen        | 6,55 m          | 12 februari 2006 | Praag      |
| hink-stap-springen | 12,90 m (ex-NR) | 12 februari 2000 | Gent       |
| kogelstoten        | 13,83 m         | 2 maart 2007     | Birmingham |
| vijfkamp           | 4801 p (ex-NR)  | 2 maart 2007     | Birmingham |

### Prestatieontwikkeling meerkamp
| Jaar | Zevenkamp | Vijfkamp |
| ---- | --------- | -------- |
| 2001 | 5735      | -        |
| 2002 | 5858      | 4298     |
| 2003 | 6017      | 4129     |
| 2004 | 6206      | 4640     |
| 2005 | 6318      | 4605     |
| 2006 | 6423      | 4683     |
| 2007 | 6260      | 4801     |
| 2008 | -         | -        |
| 2009 | -         | -        |
| 2010 | -         | -        |

### Opbouw PR meerkamp en potentie op basis van PR's
In de tabel staat de uitsplitsing van het persoonlijk record op de zevenkamp. In de kolommen ernaast staat ook het potentieel record, met alle persoonlijke records op de losse onderdelen en de bijbehorende punten.
|              | Uitsplitsing PR | Uitsplitsing PR | Uitsplitsing PR |              | Potentieel record | Potentieel record |
| Onderdeel    | Prestatie       | Wind (m/s)      | Punten          | Pers. record | Punten            |                   |
| ------------ | --------------- | --------------- | --------------- | ------------ | ----------------- | ----------------- |
| 100 m horden | 13,17           | +1,0            | 1099            | 13,17        | 1099              |                   |
| hoogspringen | 1,83            |                 | 1016            | 1,88         | 1080              |                   |
| kogelstoten  | 13,25           |                 | 744             | 14,34        | 817               |                   |
| 200 m        | 24,22           | +1,1            | 960             | 24,22        | 960               |                   |
| verspringen  | 6,51            | +1,0            | 1010            | 6,64         | 1053              |                   |
| speerwerpen  | 39,54           |                 | 658             | 43,61        | 737               |                   |
| 800 m        | 2.11,97         |                 | 936             | 2.11,97      | 936               |                   |
| Puntentotaal |                 |                 | 6423            |              | 6682              |                   |

## Palmares

### 60 m horden
- 2003:  NK indoor - 8,54 s
- 2004:  NK indoor - 8,44 s

### 100 m horden
- 2003:  NK - 13,89 s
- 2004:  NK - 13,58 s
- 2005:  Europacup B - 13,26 s
- 2006:  NK - 13,41 s
- 2007:  NK - 13,42 s

### hoogspringen
- 2004:  NK - 1,76 m
- 2005:  NK - 1,76 m
- 2006:  NK - 1,82 m
- 2007:  NK - 1,82 m

### verspringen
- 1999:  NK indoor - 5,77 m
- 2000:  NK indoor - 5,94 m
- 2001:  NK - 6,01 m (+0,5 m/s)
- 2003:  NK indoor - 6,10 m
- 2003:  NK - 6,14 m
- 2004:  NK indoor - 6,17 m
- 2004:  NK - 6,45 m
- 2005:  NK indoor - 6,29 m
- 2005:  Europacup B - 6,58 m
- 2006:  NK - 6,26 m
- 2006: 4e Europacup B - 6,23 m
- 2007:  NK indoor - 6,26 m
- 2009: 6e FBK Games - 6,56 m
- 2009:  NK - 6,53 m

### hink-stap-springen
- 1999:  NK - 12,63 m (+2,7 m/s)
- 2000:  NK indoor - 12,90 m
- 2001:  NK - 12,42 m (+1,8 m/s)

### vijfkamp
- 2004: 4e WK indoor - 4640 p
- 2005: 4e EK indoor - 4605 p
- 2006:  WK indoor - 4607 p
- 2007:  EK indoor - 4801 p

### zevenkamp
- 2001: 13e EK U23 - 5582 p
- 2001: 7e Universiade - 5664 p
- 2002: 14e EK - 5858 p
- 2004: 16e OS - 6108 p
- 2005: 8e WK - 6174 p
- 2006:  EK - 6423 p
- 2007: DNF WK

## Onderscheidingen
- KNAU-atlete van het jaar - 2004, 2006